# En éxtasis
En éxtasis es el cuarto álbum de estudio de la cantante mexicana Thalía, lanzado el 12 de septiembre de 1995 por la compañía discográfica EMI Latin. Los productores fueron Emilio Estefan, Oscar López, Kike Santander y Mario Ruiz. Es el primer material publicado por la cantante con el sello discográfico EMI, luego de su separación con Fonovisa Records. Asimismo, esta fue la primera vez que colaboró con el productor Emilio Estefan, quien propulsaría su carrera musical tanto en esta producción como en sus posteriores colaboraciones. En éxtasis fue el primer álbum que dio a conocer a Thalía a nivel internacional. De los catorce temas del disco se publicaron cinco como sencillos entre 1995 y 1996: «Piel morena», «Quiero hacerte el amor», «Amándote», «Gracias a Dios» y «María la del barrio». 
Para promocionar el material, Thalía, durante 1995 y 1996, se presentó a muchos eventos, medios de comunicación y festivales en América y Asia. Tanto el disco como el sencillo «Piel morena» son considerados sus primeros éxitos internacionales. En una encuesta realizada por Univision Communications, «Piel morena» resultó elegida como «el  mejor tema en español de todos los tiempos en Estados Unidos». Así mismo, el vídeo de la melodía se caracteriza porque Thalía utiliza diversos brasieres con grifos de agua, cerraduras y portavelas y, también fue uno de los pioneros en coreografiar un baile de pasos.
El álbum recibió en general críticas positivas. En Estados Unidos ha sido certificado por la Recording Industry Association of America (RIAA) con triple disco de platino. En Brasil, vendió más de 150 000 mil ejemplares hasta el año 1997, por lo que se convirtió en el álbum de mayores ventas en ese territorio por una solista mexicana; ha sido certificado en Brasil por la Associação Brasileira dos Produtores de Discos (ABPD) con un disco de oro y cabe añadir, que durante más de una década, Thalía era la única solista mexicana con una certificación discográfica en Brasil, hasta la aparición de Mi delirio (2009) de Anahí, que comercializó poco más de 20 000 mil ejemplares hasta 2011. Así mismo, obtuvo diversos discos de Platino y Oro en otros países de América y Asia.[cita requerida] Se estima que entre 1995 a 1997, el álbum ya había vendido más de 3 millones de copias en todo el mundo.

## Antecedentes, desarrollo y estilo musical
Tras firmar un contrato millonario en 1994 con la compañía EMI, Thalía se juntó con Emilio Estefan y otros productores como Oscar López y Kike Santander para grabar el material en Miami. Según Emilio, la primera vez que vio a Thalía fue en una edición del Festival Acapulco en el que «predijo que alguna vez colaboraría con ella». Finalmente, Thalía estuvo en la ciudad de Miami, Estados Unidos en 1994 con el fin de promocionar una de las telenovelas de la llamada «trilogía de las Marías» y Estefan la contactó vía telefónica diciendo: «Oye, la vida nos ha unido de nuevo.[...] Gloria y yo vemos cada noche Marimar y tengo una canción perfecta para ti. [vente a nuestro estudio]». Tras esto, la intérprete entró al afamado Crescent Moon Studios a grabar algunos temas. Confesó que «se sentía como la eligida» puesto que Estefan la había llamado y que tras cantar «Piel morena», el primero de todos los temas, comentó que «era exactamente su estilo».
Finalmente, el álbum se publicó el 12 de septiembre de 1995; se caracteriza por incluir diversos géneros musicales de América Latina como el pop latino, cumbia hasta salsa. Según Thalía, En éxtasis es «un momento de intimidad en el que plasmo mis sentimientos en una hoja.[..] Fue extemar emociones y situaciones que se viven en momentos de amor [y] "en éxtasis"».
Canciones como «Piel morena», «Llévame contigo» y «Juana» son de pop latino con influencias de cumbia, con instrumentos como el bongó y la conga. «Quiero hacerte el amor», «Gracias a Dios», «Lágrimas» y «Me faltas tú» son baladas de pop, la primera cuenta con un piano y la última con guitarras. «Amándote» es la única canción con un sonido más orientado al dance pop. «Me erotizas» y «Fantasía» son canciones consideradas como «sensuales», la primera incluye algunas letras en francés y uno de los instrumentos que más sobresale en ambas es el saxofón.

## Sencillos
El primer sencillo publicado para promocionar el material fue «Piel morena». En Estados Unidos se ubicó en el número siete del Top Latin Songs, el puesto once en el Latin Regional Mexican Airplay, mientras que en el Latin Pop Airplay logró su posición máxima en el cuatro. También alcanzó entrar a las listas de popularidad de países como Japón o Filipinas. De hecho, Univision comentó que con este sencillo, comenzó el camino por conquistar otros países como Argentina, Brasil y algunos de Europa, Asia y Oceanía. Univision Communications realizó una encuesta en 2002 y esta resultó elegida como «el mejor tema en español de todos los tiempos en Estados Unidos», Inclusive, cabe añadir que el sencillo formó parte de la banda sonora en un capítulo del primer año de emisión del programa estadounidense Los Soprano. situándose muy por encima de todas las demás canciones seleccionadas.
«Amándote» es el segundo sencillo del material y está escrito por A.B. Quintanilla; cabe notar que no entró a ningún listado de Billboard. En el vídeo apareció como artista invitado el español Julio Iglesias.
El tercer sencillo publicado para la promoción de la producción fue «María la del barrio», que gracias al éxito obtenido en diferentes partes del mundo de la telenovela que lleva el mismo nombre, se decidió incluirla en el material. Alcanzó el puesto treinta en el listado Top Latin Albums, mientras que en el Latin Pop Airplay se ubicó en el número catorce. Al igual que con «Gracias a Dios», este tema se incluyó en el recopilatorio Nandito Ako, pero bajo una nueva versión en tagalo (el idioma oficial de las Filipinas) con el título de «Mariang Taga Barrio».
El cuarto sencillo, «Quiero hacerte el amor», pasó inapercibido en los listados de Billboard al igual que «Amándote». No obstante, según Univision con «Quiero hacerte el amor», Thalía «enmarcó un éxito total y la colocó en los primeros lugares de popularidad en México, España, Estados Unidos y América Latina».
El quinto sencillo, titulado «Gracias a Dios», es una composición del cantautor mexicano Juan Gabriel. Cabe notar que esta melodía, Thalía la había interpretado en la telenovela Luz y sombra en 1989 y no fue sino hasta este disco que lo incluyó en su catalógo musical. El tema alcanzó la posición veintiséis en la lista Top Latin Song, mientras que en el Latin Pop Airplay se alzó el número ocho. En 1997, lo incluyó en su primer recopilatorio Nandito Ako en una interpretación en inglés llamada «I Found Your Love».

### Promoción e imagen pública

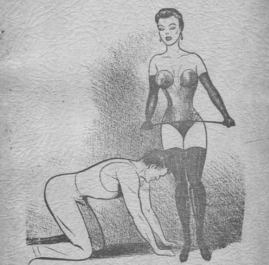
La imagen de Thalía para promocionar el álbum generó muchas críticas variadas en diferentes medios de comunicación, ya que algunos la tildaron de «atrevida», «sexual», «sadomasoquista» y «agresiva». En la fotografía, la obra House of Tears Femdom de Harold Kane; vestimenta muy parecida a la de Thalía durante el video «Gracias a Dios» y algunas presentaciones mediáticas de la intérprete.

Para promocionar el álbum, Thalía se presentó a infinidad de eventos y medios de comunicación en Asia y América entre 1995 y 1996. En América Latina, el país con la mayor recepción fue Brasil; aunque cabe notar que en Asia se fue a Filipinas, Tailandia o Indonesia, gracias al impacto cultural de la «Trilogía de las Marías». En Filipinas por ejemplo, obtuvo una exitosa presencia mediática, y fue invitada por Fidel V. Ramos presidente de esa nación en aquel entonces. En síntesis, causó bastante controversia, ya que en medio de un histórico acuerdo de paz con las guerrillas musulmanas y las celebraciones del centenario de la revolución filipina, se le prestó más atención a su visita que a dichas acciones, inclusive, días antes se llevaba un conteo a nivel nacional antes de su llegada; la prensa del país lo catalogó como la visita más acaudalada de las Filipinas, después de la del papa Juan Pablo II. No obstante, cuando aún se encontraba en proceso de grabación de su telenovela María la del barrio (1995-1996), la última de la denominada «Trilogía de las Marías» aunado a la promoción del material, la cantante tuvo que guardar reposo debido a una arritmia cardíaca, baja presión y mareos a causa del exceso de trabajo.
Por otra parte, tanto por sus vídeos como por sus interpretaciones en directo, la artista causó gran controversia en diferentes medios de comunicación de América Latina «por vestir de manera explícita». En síntesis, esto venía ya de tiempo atrás en sus inicios como solista. Con su álbum debut por ejemplo, tanto en sus vídeos como para su promoción, utilizaba pantalones cortos, flores o peluches alrededor del cuerpo. Inclusive, su sencillo debut «Un pacto entre los dos» (1990), se etiquetó como un tema satánico por parte de grupos ultraderechistas, y en el vídeo se puede entrever a la cantante perseguida por una tribu caníbal; más aún, «Saliva» (1990) su segundo sencillo, fue censurado en las radios mexicanas debido a ser demasiado «explícito y sexual». Mientras que con Love (1992), su tercer álbum de estudio, le permitió su expansión a otras naciones fuera de México, pero en sus presentaciones tuvo como eje central la cruz egipcia y largas colas de vestido, por lo que se ganó el mote de «símbolo sexual». Al respecto, Joseph Haniana de Los Angeles Times comentó que esto fue únicamente una estrategia de mercadeo. Por otra parte, Emilio estefan dijo que con esta producción, además de querer «resaltar los dotes de Thalía como intérprete» comentó que «quiso dar una nueva imagen de ella a todo el público».
No obstante, en la realización de los vídeos de «Piel morena» y «Gracias a Dios», se caracteriza por utilizar sostenes «excéntricos» como de grifos, frutas, porta llaves o de candelabros. Al respecto, Ed Grant de la revista Time comentó que «Gracias a Dios» era su vídeo más extravagante hasta ese momento. Asimismo, utilizó en muchas de sus presentaciones ese tipo de vestimentas, por lo que varios medios de comunicación dudaron que realmente tuviera un «talento vocal» ya que salía «en su puesta en escena con muchos bailarines y vestimenta tras vestimenta para tapar sus deficiencias musicales». Durante 1995, lanzó su línea de lencería. Algunos la consideraron «atrevida», «sexual», «sadomasoquista» y «agresiva». No obstante, Ana Enríquez del sitio web About.com comentó que tras la publicación de En éxtasis, la intérprete mostró una imagen «más accesible», siguió diciendo «que si bien conservaba elementos muy suyos dentro de su indumentaria, como los leggings mostrando el vientre, ya se veía con una imagen mucho más refinada y trabajada [tanto] en sus videos [como en] presentaciones».

## Comentarios de la crítica, recepción comercial y legado
El periódico colombiano Eltiempo.com comentó que solo los temas «Piel morena» y «Me faltas tú» «tienen el agarre suficiente [en esta producción] gracias a sus letras, y sobre todo, a sus ritmos pegajosos, muy al estilo del colombiano Kike Santander» el autor de estos temas. Jason Birchmeier de Allmusic le dio una calificación de 3 estrellas de 5 y comentó «que con En éxtasis dio un gran paso en su carrera y que es el primero de varios álbumes notables [en su carrera]». Continuó diciendo que «Thalía recibe canciones de primer nivel y por lo tanto[,] nunca había sonado tan bien como lo hace aquí.[...] Todas las canciones son destacadas, pero "Piel morena" es quizás la que más sobresale.[...] La música de En éxtasis no encaja en una sola categoría, como banda o pop latino; es música dinámica impulsada con ritmos de cumbia, pop, salsa.» concluyó.
En una crítica mixta, Joey Guerra del sitio web Amazon.com comentó lo siguiente:

El primer álbum de Thalía con el sello EMI Latin aparta a la cantante y actriz de telenovelas mexicana del pop desechable de sus discos anteriores en favor de sonidos más ricos y diversos. Sin embargo hay algunos momentos flojos en este disco, aunque Thalía claramente está empezando a definir su camino como solista. El cambio se debe en gran parte a los productores Emilio Estefan Jr. y Kike Santander, quienes hábilmente han disfrazado las deficiencias de Thalía como cantante con logrados valores de producción. El tema «Piel morena», el primer sencillo y la mejor de las pistas del disco, es una cumbia embriagadora y sensual. Thalía brilla en «Amándote», una pista de baile producida por A. B. Quintanilla,, e incluso se las arregla con una versión dulce de Juan Gabriel en «Gracias a Dios». Las baladas «Quiero hacerte el amor» y «Lágrimas», esta última coescrita por Thalía, también llaman la atención sobre tonos y matices inesperados.

Según Billboard, En éxtasis «definió musicalmente a Thalía y la estableció como una fuerza a tener en cuenta de la música latina». Por otra parte, Omar Ramos de Milenio Diario dijo que «"Piel morena" se convirtió en uno de los temas relevantes de su carrera, en parte por su controversial video que mostraba brasieres con grifos de agua, cerraduras y portavelas». Comentario similar al de Fraser Delgado de Miami Times, quien dijo que tuvo un enorme éxito en la región de América Latina y otras partes del mundo y «transformó a Thalía de una estrella mexicana a una superestrella del pop latino». Continuó diciendo que «[este] éxito no sólo marcó un punto de inflexión en su carrera como cantante, sino que [hizo] un cambio radical en la empresa Estefan Enterprises [y] que posteriormente seguiría con otros exponentes de música latina como lo es: Alejandro Fernández, Shakira y Carlos Vives». Los autores Ilan Stavans y Harold Augenbraum de la Encyclopedia Latina: history, culture, and society in the United States, Volumen 1 coincidieron que En éxtasis «fue una prueba más de la comercialización cada vez mayor de la cultura latina en Estados Unidos». No obstante, la publicación Filipinas en 1997, tachó el álbum «como mundano». En líneas generales, tanto el álbum como la canción «Piel morena» son considerados los primeros éxitos internacionales de la carrera musical de Thalía por diferentes medios de comunicación, que hasta ese momento se resumía a México y Asia.
En cuanto a recepción comercial, en Estados Unidos, el álbum alcanzó su posición máxima en el puesto siete y trece de las listas Latin Pop Albums y Top Latin Albums respectivamente. En noviembre de 1995, con siete semanas en las listas, el material ocupó la casilla veinte y diez respectivamente. A más de un año de su lanzamiento, el 7 de diciembre de 1996, la producción con cincuenta y ocho semanas dentro de las listas de popularidad de música latina en Billboard, se ubicó en el puesto treinta y dos y quince del Top Latin Albums y Latin Pop Albums respectivamente. El 1 de febrero de 1997, con sesenta y seis semanas en el Top Latin Albums, se posicionó en el número treinta y cinco, mientras que el 19 de julio de 1997, con Amor a la mexicana en su semana debut ubicándose en el puesto once, En éxtasis reingresó en el conteo situándose en el número cincuenta. Luego, en agosto de 1997 con Amor a la mexicana dentro del top diez, En éxtasis reingresó nuevamente en esa lista liderando el puesto cuarenta y nueve.
A finales de 1997, a casi dos años dentro de las listas latinas del Billboard, el material, con setenta y dos semanas, se situó en la casilla quince y treinta y seis de las listas Latin Pop Albums y Top Latin Albums respectivamente; superada únicamente en cuanto a número de semanas por los Gipsy Kings (101), Selena (85), Marc Anthony (82) y Gloria Estefan (72) y superando a cantantes como Enrique Iglesias, Shakira, Luis Miguel, Olga Tañón, Los Tigres del Norte y Alejandro Fernández entre muchos otros. Inclusive, para el año 2000 tanto con Amor a la mexicana y En éxtasis, Thalía se ubicó como la solista latina más exitosa de ese período, superada únicamente por Julio Iglesias, Alejandro Sanz, y las agrupaciones Son By Four y Grupo Bryndis. Mientras tanto, en México, había comercializado más de 220 000 mil unidades hasta 1997. En Brasil, el álbum vendió 30 000 mil copias a los 15 días de su publicación; ya en noviembre de 1997, con una decrecencia comercial de la industria discográfica en ese territorio, había logrado comercializar más de 130 000 mil ejemplares. A finales de ese mismo mes, había rozado más de las 150 000 mil copias, convirtiéndose en el álbum por una solista mexicana con mayores ventas de todos los tiempos en Brasil. Al respecto, la cantante señaló:

Brasil es un mercado difícil, porque [los brasileños] apoyan primero sus propias telenovelas y cantantes.[...] Gracias a mis «Marías» que rompieron todos los récords de audiencia, me han dado la oportunidad de presentar mi música.

En Argentina, a casi un año de su publicación, el material había comercializado más de 75 000 mil ejemplares, convirtiéndose en el quinto disco más vendido durante muchos meses, superado únicamente por Enrique Iglesias, Ricky Martin, Tropimatch y Alejandro Sanz —y ubicando a Thalía como la solista con mayores ventas de ese período—. Meses antes, Jorge Schulze director de mercadeo de EMI indicó que «a Thalía, nosotros la trabajamos como artista, desde el principio, y después llegó el boom de la [tele]novela [Marimar], que ayudó a intensificar la campaña discográfica [en alusión a las elevadas ventas discográficas en Argentina]». En 1997, fue certificado por la Cámara Argentina de Productores de Fonogramas y Videogramas (CAPIF) con doble disco de platino, inclusive, Roberto Ruiz presidente de EMI Argentina dijo que era la primera artista mexicana en lograr esa certificación dentro del territorio. José Bersiano gerente general de EMI Uruguay le entregó un disco de oro por las altas ventas del disco en esa nación, de hecho, fue la primera certificación que EMI otorgó a un artista de esa compañía en ese territorio.
En Filipinas, el álbum logró la certificación de disco de platino al comercializar más de 40 000 mil ejemplares. En Hungría, logró ubicarse en la lista de popularidad en el top diez durante siete semanas, mientras que en Grecia alcanzó su posición máxima en el puesto cinco. El álbum había vendido más de medio millón de copias en el primer semestre de 1996. En 1995, la cantante confesó haberse sentido «satisfecha» con la recepción que el álbum estaba obteniendo. Cabe destacar que la revista People en español en su primera edición oficial (1996) la nombró como una de «las 10 estrellas latinas del momento».

## Contraportada y otros formatos

Tanto con su lencería (1995) como en la edición estándar y sus otras reediciones del disco, tuvo como eje central la cruz Anj.

En la contraportada de la edición estándar incluyó una dedicatoria a su novio de aquel entonces, el productor Alfredo Díaz Ordaz que dice: «Alfredo, por seguir a mi lado en mi camino y por habitar mi roto corazón. Te amo como nunca y te buscaré en el gran día». Al respecto, la intérprete señaló en una entrevista en Argentina lo siguiente: 

Cuando tenía 19 años me enamoré de Alfredo, un productor de televisión que era veinte años más grande que yo. Estábamos muy enamorados y pensábamos casarnos.[...] Es que lamentablemente al poco tiempo Alfredo contrajo una hepatitis y murió.

De hecho, esto resultó notable, puesto que la intérprete había trabajado con él en su álbum debut y en Mundo de cristal, su segundo álbum de estudio. Thalía confesó en esa misma ocasión «que todos sus amigos dijeron que [Alfredo] se había dejado morir de amor [en alusión a que la cantante rechazó momentáneamente su propuesta de matrimonio] y la hicieron sentir culpable». Finalmente, siguió hablando y expuso «que le dolió y lloró muchísimo y que en ese momento tocó fondo y se reencontró con Dios.[...] El la agarró de la mano y la llevó a la luz». Desde ese momento, asegura «que sólo ha tenido éxitos».
En 1997, se puso a la venta una reedición en México bajo el título de Bailando en éxtasis, del que se incluyeron varias remezclas de los cinco sencillos más el tema «Juana». Asimismo, en Brasil se lanzó un especial parecido, en ese mismo año, del que se incluyeron los temas «Amándote», «Gracias a Dios» y «María la del barrio» en varias remezclas. Conmemorando una década desde su debut, EMI International publicó en 2005 un bonus tracks con un karaoke y dos remezclas de «Piel morena».
En 2005 el álbum fue relanzado en Estados Unidos con motivo de su décimo aniversario, conteniendo varias remezclas de los mismos temas como pistas extras.Este mismo año en Japón fue publicada una reedición, aprovechando el suceso que Thalia estaba teniendo con su álbum en inglés Thalia, publicado en Japón en el 2004 con el título de I Want You, esta edición japonesa contenía prácticamente las mismas canciones que la edición estándar y como pista extra el remix del tema Por amor, logrando tener buena aceptación y mayor número de ventas que su primera edición lanzada en 1998.

## Listas de popularidad y certificaciones

### Posicionamiento en las listas
| Chart (1995-2001)                         | Peak position |
| ----------------------------------------- | ------------- |
| Estados Unidos (Top Latin Albums)         | 13            |
| Estados Unidos (Latin Pop Albums)         | 7             |
| Brazilian Albums (Brazil Top 50)          | 14            |
| Grecia International Albums (IFPI Greece) | 5             |
| Hungría (MAHASZ)                          | 7             |

### Certificaciones
| País/continente | Organismo certificador | Certificación    | Simbolización | Ref.   |
| --------------- | ---------------------- | ---------------- | ------------- | ------ |
| Argentina       | CAPIF                  | 2× Platino       |               | [ 72 ] |
| Brasil          | ABPD                   | Disco de oro     |               | [ 9 ]  |
| Chile           | IFPI                   | Disco de oro     |               | [ 57 ] |
| Estados Unidos  | RIAA                   | 2× Platino       |               | [ 7 ]  |
| Filipinas       | PARI                   | Disco de platino |               | [ 73 ] |
| México          | AMPROFON               | 2× Oro           |               | [ 74 ] |
| Uruguay         | CUD                    | Disco de oro     |               |        |

## Lista de canciones
| En éxtasis |                             |                                                       |          |  |
| N.º        | Título                      | Escritor(es)                                          | Duración |  |
| 1.         | «Piel morena»               | Kike Santander                                        | 4:42     |  |
| 2.         | «Juana»                     | Myra Stella Turner                                    | 2:49     |  |
| 3.         | «Quiero hacerte el amor»    | Daniel García · Mario Schajris                        | 4:01     |  |
| 4.         | «Amándote»                  | A.B. Quintanilla III · Ricky Vela                     | 3:48     |  |
| 5.         | «Llévame contigo»           | Adrián Posse · Rolando Hernández                      | 3:42     |  |
| 6.         | «Me erotizas»               | Vline Buggy · Julien Lepers Adapt. al español: Thalía | 4:59     |  |
| 7.         | «Gracias a Dios»            | Juan Gabriel                                          | 4:02     |  |
| 8.         | «Lágrimas»                  | Thalía · Áureo Baqueiro                               | 4:30     |  |
| 9.         | «Te quiero tanto»           | Eddie Sierra                                          | 3:11     |  |
| 10.        | «Te dejé la puerta abierta» | Adrián Posse · B.B. Muñoz                             | 3:09     |  |
| 11.        | «Fantasía»                  | Gabriela Anders                                       | 4:18     |  |
| 12.        | «Me faltas tú»              | Kike Santander                                        | 5:11     |  |
| 13.        | «Piel morena» (Remix)       | Kike Santander                                        | 6:41     |  |
| 14.        | «María la del barrio»       | Letra: Viviana Pimstein Música: Paco Navarrete        | 3:55     |  |
| 58:58      |                             |                                                       |          |  |

| Bonus Track' |                                 |                |          |  |
| N.º          | Título                          | Escritor(es)   | Duración |  |
| 15.          | «Piel morena» (Hitmakers Remix) | Kike Santander | 3:52     |  |
| 16.          | «Piel morena» (Emilio Mix)      | Kike Santander | 4:45     |  |
| 17.          | «Piel morena» (Karaoke)         | Kike Santander | 4:45     |  |

| Edición Brasil |                             |                                             |               |          |  |
| N.º            | Título                      | Escritor(es)                                | Productor(es) | Duración |  |
| 1.             | «Piel morena»               | Kike Santander                              |               | 3:54     |  |
| 2.             | «Quiero hacerte el amor»    | Daniel García y Mario Schajris              |               | 4:01     |  |
| 3.             | «Amándote»                  | A.B. Quintanilla y Ricky Vela               |               | 3:48     |  |
| 4.             | «Llévame contigo»           | Rolando Hernández y Adrian Posse            |               | 3:42     |  |
| 5.             | «Me erotizas»               | Vline Buggy                                 |               | 4:59     |  |
| 6.             | «Gracias a Dios»            | Juan Gabriel                                |               | 4:02     |  |
| 7.             | «Lágrimas»                  | Thalía, Pete Espinoza y Gerardo Valenzuela  |               | 4:30     |  |
| 8.             | «Te quiero tanto»           | Eddie Sierra                                |               | 3:11     |  |
| 9.             | «Te dejé la puerta abierta» | Adrian Posse                                |               | 3:09     |  |
| 10.            | «Fantasía»                  | Gabriela Anders                             |               | 4:18     |  |
| 11.            | «Me faltas tú»              | Kike Santander                              |               | 5:11     |  |
| 12.            | «Gracias a Dios» (Remix)    | Juan Gabriel/Mario Pupparo                  |               | 4:02     |  |
| 13.            | «Amándote» (Remix)          | A.B. Quintanilla y Ricky Vela/Mario Pupparo |               | 3:48     |  |
| 14.            | «María la del barrio»       | Paco Navarrete                              |               | 3:55     |  |

| Edición Japón (Relanzamiento) (2005) |                             |                                            |               |          |  |
| N.º                                  | Título                      | Escritor(es)                               | Productor(es) | Duración |  |
| 1.                                   | «Piel morena»               | Kike Santander                             |               | 3:54     |  |
| 2.                                   | «Juana»                     | Myra Stella Turner                         |               | 2:49     |  |
| 3.                                   | «Quiero hacerte el amor»    | Daniel García y Mario Schajris             |               | 4:01     |  |
| 4.                                   | «Amándote»                  | A.B. Quintanilla y Ricky Vela              |               | 3:48     |  |
| 5.                                   | «Llévame contigo»           | Rolando Hernández y Adrian Posse           |               | 3:42     |  |
| 6.                                   | «Me erotizas»               | Vline Buggy                                |               | 4:59     |  |
| 7.                                   | «Gracias a Dios»            | Juan Gabriel                               |               | 4:02     |  |
| 8.                                   | «Lágrimas»                  | Thalía, Pete Espinoza y Gerardo Valenzuela |               | 4:30     |  |
| 9.                                   | «Te quiero tanto»           | Eddie Sierra                               |               | 3:11     |  |
| 10.                                  | «Te dejé la puerta abierta» | Adrian Posse                               |               | 3:09     |  |
| 11.                                  | «Fantasía»                  | Gabriela Anders                            |               | 4:18     |  |
| 12.                                  | «Me faltas tú»              | Kike Santander                             |               | 5:11     |  |
| 13.                                  | «Por amor» (Remix)          | Kike Santander                             |               | 4:02     |  |
| 14.                                  | «María la del barrio»       | Paco Navarrete                             |               | 3:55     |  |

| Edición USA (Relanzamiento) (2005) |                                          |                |               |          |  |
| N.º                                | Título                                   | Escritor(es)   | Productor(es) | Duración |  |
| 11.                                | «Amor a la mexicana» (Emilio Mix)        | Mario Pupparo  |               | 4:00     |  |
| 12.                                | «Por amor» (Primera Vez Remix)           | Kike Santander |               | 4:39     |  |
| 13.                                | «Mujer latina» (Remix España)            | Kike Santander |               | 3:52     |  |
| 14.                                | «Amor a la mexicana» (Cuca's Fiesta Mix) | Mario Pupparo  |               | 6:44     |  |

| Thalia, O Fenômeno... En Extasis |                                            |                               |          |  |
| N.º                              | Título                                     | Escritor(es)                  | Duración |  |
| 1.                               | «Amándote» (Album Version)                 | A.B. Quintanilla y Ricky Vela | 3:48     |  |
| 2.                               | «Amándote» (Radio Dance Version)           | A.B. Quintanilla y Ricky Vela | 3:33     |  |
| 3.                               | «Amándote» (House Latino Mix)              | A.B. Quintanilla y Ricky Vela | 7:53     |  |
| 4.                               | «Gracias a Dios» (Album Version)           | Juan Gabriel                  | 4:01     |  |
| 5.                               | «Gracias a Dios» (70's Mid Mix Radio Edit) | Juan Gabriel                  | 4:00     |  |
| 6.                               | «María la del Barrio»                      | Paco Navarrete                | 3:43     |  |

| Bailando en éxtasis |                                       |                               |          |  |
| N.º                 | Título                                | Escritor(es)                  | Duración |  |
| 1.                  | «Piel morena» (Club mix)              | Kike Santander                | 6:43     |  |
| 2.                  | «Amándote» (House Latino Mix)         | A.B. Quintanilla y Ricky Vela | 7:43     |  |
| 3.                  | «Gracias a Dios» (Midi's Club Mix)    | Juan Gabriel                  | 4:00     |  |
| 4.                  | «María la del Barrio» (Album Version) | Paco Navarrete                | 3:53     |  |
| 5.                  | «Juana» (Album Version)               | Myra Stella Turner            | 2:49     |  |
| 6.                  | «Amándote» (Radio Mix)                | A.B. Quintanilla y Ricky Vela | 3:33     |  |
| 7.                  | «Gracias a Dios» (Midi's Radio Mix)   | Juan Gabriel                  | 4:00     |  |
| 8.                  | «Amándote» (Tapatimix)                | A.B. Quintanilla y Ricky Vela | 4:41     |  |
| 9.                  | «Gracias a Dios» (70's Midi Club Mix) | Juan Gabriel                  | 6:11     |  |

## Historial de lanzamiento
| Año  | Tipo   | Discográfica  | Número de catálogo  | Ref.   |
| ---- | ------ | ------------- | ------------------- | ------ |
| 1995 | CD     | EMI Latin     | H2 536850           | [ 77 ] |
| 1995 | CD     | EMI           | 7243 8 35217 2 2    | [ 77 ] |
| 1995 | CD     | EMI Brazil    | 856876 2            | [ 77 ] |
| 1995 | CD     | EMI Latin     | H2 7243 8 35217 2 2 | [ 77 ] |
| 1995 | CD     | EMI           | 7243 8 36850 2 8    | [ 77 ] |
| 1995 | Casete | EMI Latin     | —                   | [ 78 ] |
| 1996 | Casete | EMI Latin     | —                   | [ 79 ] |
| 1999 | CD     | EMI Latin     | —                   | [ 80 ] |
| 2004 | DD     | Capitol Latin | —                   | [ 81 ] |

- ( — ) indica que se desconocen los datos.

## Créditos y personal
- Thalía - Voz principal
- Mario Ruíz - Productor ejecutivo
- Emilio Estefan - Productor
- Kike Santander - Arreglista, bajista, compositor, productor ejecutivo, guacharaca, guitarra, percusión, coros
- Edwin Bonilla - Bongó, conga, maracas, tambor timbal, timbales
- Didi Gutman - Arreglista, director, teclado, piano
- Amaury López - Arreglista, dirección, coros
- Bobby Martínez - Arreglista, dirección, saxofón
- Doris Eugenio - Voz, coros
- Francisco Centeno - Teclado
- David Dachinger - Ingeniero, mezclas
- Sammy Figueroa - Percusión
- Pablo Flores - Remezclas
- Don Grossinger - Masterización
- Jeff Kievit - Trompeta
- Compositores - A.B. Quintanilla, Juan Gabriel, Myra Stella Turner, Gerardo Valenzuela, Ricky Vela, Eddie Sierra, Mario Schajris, Adrián Posse, Paco Navarrete, Rolando Hernández, Daniel García, Pete Espinoza, Vline Buggy
- Ingenieros - Scott Perry, Eric Schilling
- Asistente de ingeniería - Sean Chamber, Scott Canto, Marcelo Añez
- Coros - Lori-Ann Vélez, Eddie Ganz, Nicki Richards
- Batería - Steve Ferrone, Archie Pena
- Guitarra -  Ira Siegel, Juanito Márquez

Fuentes: Allmusic y MSN
´